# Casa Òdena
La Casa Òdena és un edifici situat al carrer de Ferran, 6 de Barcelona, catalogat com a bé cultural d'interès local.

## Història
Fou projectat el 1853 pel mestre d'obres Antoni Jambrú i Riera per al notari Josep Maria Òdena.

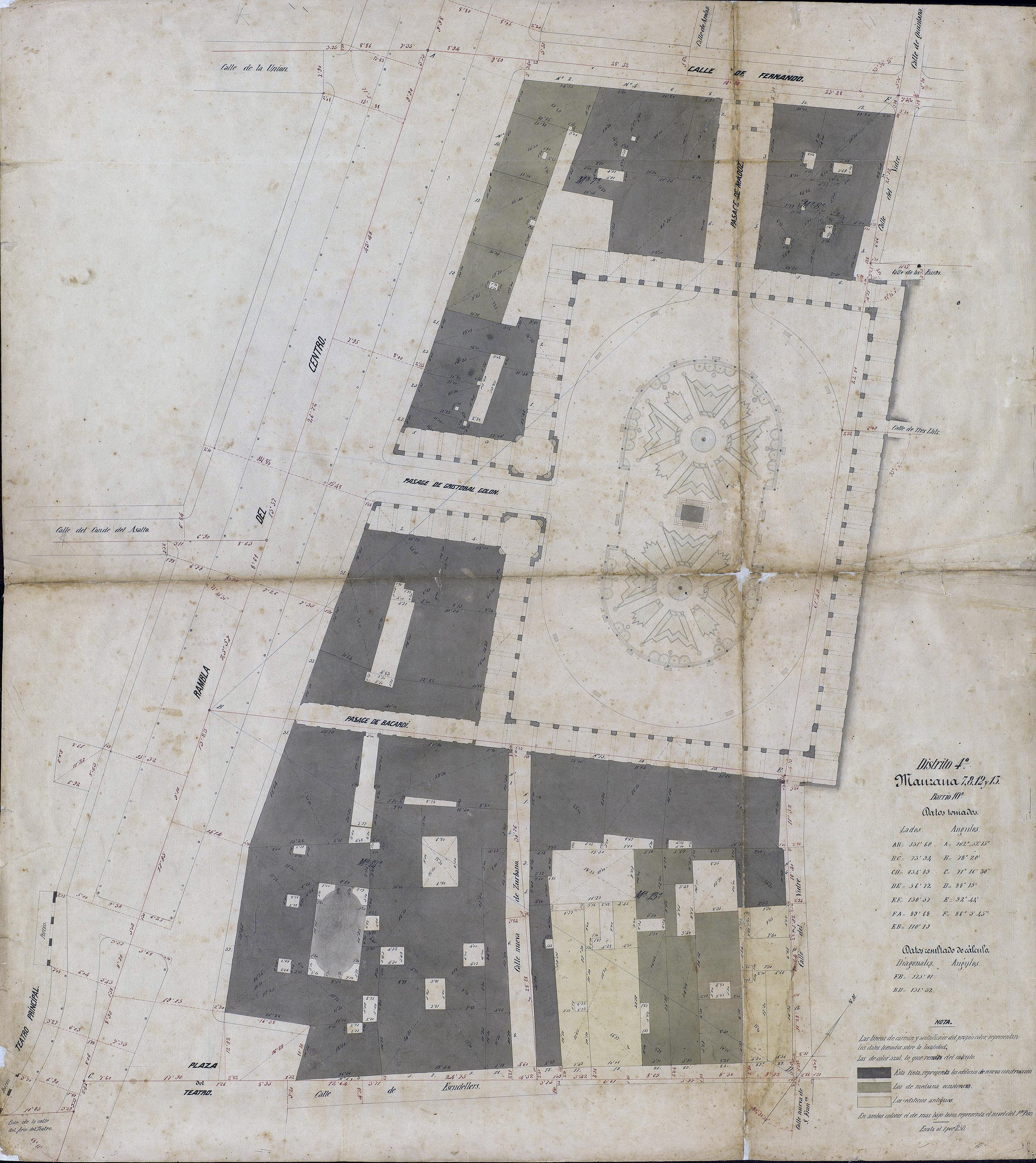
Quarteró núm. 116 de Garriga i Roca (c. 1860)

## Descripció
Es tracta d'un edifici que respon plenament al tipus d'arquitectura de l'època romàntica, amb planta baixa, principal i tres pisos.
La planta baixa s'obre amb tres arcs de mig punt amb relleu encoixinat marcant dovelles i és de pedra artificial, fet que contrasta amb la resta de la façana. Aquesta s'estructura de manera simètrica i de forma jerarquitzada, amb balcó seguit al pis principal i volades individuals i decreixents als pisos superiors. Entre els tres finestrals de cada pis i als extrems laterals, els paraments cecs són travessats verticalment per decoració amb terracota, basada en garlandes vegetals que van des del primer pis fins a l'entaulament del capdamunt, on s'hi troben els òculs de les golfes oberts al fris i ornats també amb elements ceràmics. Les baranes dels balcons són de ferro forjat, com també ho és el fanal que sobresurt d'entre el primer i segon pis, tot i que aquest és un element de lluminària pública col·locat amb posterioritat.